# En hvar sin egen professor
 En hvar sin egen professor  är en parodisk-humoristisk bok av Axel Wallengren, utgiven under dennes pseudonym Falstaff, fakir år 1894.
Boken är kronologiskt sett den första av Wallengrens tre större fakiriska skrifter och följdes senare samma år av En hvar sin egen gentleman samt 1896 av Lyckans lexikon.

## Innehåll och stil
Boken har undertiteln Allt menskligt vetande i sammandrag och betecknas som en encyklopedi. I boken går författaren igenom olika typer av "folkbildning", "lärd bildning" och "praktisk bildning", spännande från stavning och räkning till glasblåsning och anarkism, allt i en besserwisseraktigt högtravande och mot läsaren ofta nedlåtande ton parad med drastiskt absurda humoristiska vändningar. Parodin riktar sig mot såväl tidens skolböcker som olika typer av handböcker. I avsnittet Nyttiga romaner parodieras också ett antal skönlitterära genrer och författare som Alexandre Dumas och James Fenimore Cooper.
Här ingår även hans välkända och ofta citerade "ABC", som återfinns i början av boken. Ett exempel:
V. Vattnet är ett farligt gift,
vilket omger Visby stift.

## Omständigheter kring tillkomst och publicering
Både genom Wallengrens eget vittnesmål och jämförelser av handstilarna i originalmanuskriptet vet man att denne inte var ensam författare till boken. Uppskattningsvis en sjättedel av den är helt eller delvis skriven av den blivande tidningsmannen John Wigforss (1872-1909). Wallengren och Wigforss hade redan tidigare samarbetat som författare av spex och inom ramen för Lundakarnevalen.
Karnevalsbakgrund hade även bokens förläggare som tillika var Wallengrens kusin, Waldemar Bülow. Detta hindrade dock inte att Wallengrens och Bülows samarbete skulle komma att ställa släktkärleken på svåra prov. Detta berodde på att Bülow, sedan den första upplagan från april 1894 sålt slut, lät trycka upp en ny upplaga (utgiven i augusti), i vilken han på eget bevåg inkluderat tre nyskrivna kapitel, vilka Wallengren egentligen avsett för uppföljaren En hvar sin egen gentleman (där de också kom att omtryckas). Upprörd stämde Wallengren kusinen och målet gick ända upp i hovrätten där det dock löstes genom förlikning. Wallengren gav dock Bülow en känga i "Gentlemannen", där han i kapitlet om drömtydning skriver Kusin, att hafva affärer med - du faller i röfvarehänder.

## Senare utgåvor
Boken ingår i sin helhet i de flesta av de många samlingsutgåvor av Wallengrens "fakiriska" skrifter som utgivits genom åren. Fakirensällskapet har också låtit utgiva två faksimilutgåvor av 1894 års andra upplaga, den första 1982 (omtryck 1990) i samarbete med Forsbergs förlag. Boken har också utgivits på Bakhåll 2004.

## Citat
| ”                                                                         | Ett gott exempel på flerstaviga ord är riksdagsmannautskottssuppleantbostadsstäderskevikariebarnbarnsbyxor. Detta ord är dock ett av de lättare. Ett svårare ord är däremot lejon. L-e, le, j-o-n, le-jon, lejon. Detta ord är nämligen afrikanskt och sådana ord äro alltid svåra. Afrika ligger i Sahara. | „ |
| – citat från tredje kapitlet, Stavövningar, av FÖRSTA DELEN, Folkbildning | |   |

| ”                                              | De döda språken kallas så på grund av den gravlika stämma, varmed de framsägas av den erfarne översättaren. Det dödaste och således viktigaste av dem alla är latinet, som uppfanns av gudinnan Latona. Känner du icke till detta språk, är du beklagansvärd och otjänlig att beträda mången viktig förtroendepost. | „ |
| – Falstaff, fakir i En hvar sin egen professor | |   |